# Aedes scapularis
Aedes scapularis es una especie de díptero de la familia Culicidae portador del virus de la fiebre amarilla, la encefalitis equina venezolana y vector ocasional del parásito Wuchereria bancrofti.

## Biología y distribución
Se encuentra en todos los estados de Brasil y su hábitat se extiende por América tropical y subtropical incluyendo el norte de Argentina, Bahamas, Belice, Bolivia, Colombia, Costa Rica, Cuba, República Dominicana, Ecuador, El Salvador, Guyana Francesa, Granada, Guatemala, Guyana, Haití, Honduras, Jamaica, México, Nicaragua, Paraguay, Perú, Surinam, Trinidad y Tobago, Uruguay, Venezuela y el sur de Texas.
Su densidad poblacional está grandemente influenciada por la presencia de lluvias ya que se encuentran en mayor cantidad durante la estación lluviosa, convirtiéndose entonces en una plaga insoportable.
Como otros mosquitos, la hembra de A. scapularis es hematófaga. La hembra posee una probóscide que utiliza para extraer sangre de las víctimas, principalmente mamíferos de gran tamaño como bovinos y equinos. Es principalmente de hábitos crepusculares, aunque bien puede alimentarse a cualquier hora del día como de la noche.